# Anniversary Towers
Anniversary Towers är en 80 meter hög skyskrapa i Nairobi, byggd år 1992. Byggnaden står vägg i vägg med AmBank House, mitt emot södra entrén till Nairobi universitet.